# Raymond Verger
Raymond Verger est un pongiste français. Il a remporté le premier titre de champion de France de tennis de table en 1928, associé à Tola Vologe. Il a remporté quatre titres en simple, six titres en double messieurs, et deux titres en double mixte.
Il a écrit en 1932 un ouvrage consacré à son sport, Ping-Pong, théorie et tactique, où il déconseillait les services trop compliqués aux effets exagérés, considérant que cela amène le joueur à perdre trop de points.